# Bunkeya
Bunkeya est une ville de la province de Lualaba en république démocratique du Congo. Elle est située dans une large plaine près de la rivière Lufira.
Avant la conquête coloniale belge, c'est un centre majeur de commerce d'esclaves pendant le règne de M'Siri, dirigeant du « royaume Yeke ».

## Histoire
À la fin du XIXe siècle, Bunkeya est la capitale de M'Siri, fils d'un commerçant d'Afrique de l'Est. Le père de M'Siri commerçait le cuivre du Katanga, qu'il transportait vers la côte orientale du continent pour la revente. M'Siri est, dans sa jeunesse, le représentant de son père dans la région. Il devient le dirigeant d'un groupe de yeke et établit un « royaume » qui s'étend de la rivière Lwapula jusqu'au complexe Congo-Zambèze au sud, et du lac Moero à la Lwalaba (nom donné au cours supérieur du fleuve Congo en amont de Kisangani) au sud, ce qui correspond au territoire de l'actuel Katanga (appelé « Shaba » entre 1971 et 1997, à l'époque de Mobutu Sese Seko). Il est considéré comme un despote par les Européens. Bunkeya est sa capitale, à partir de laquelle il contrôle les routes commerciales du centre de l'Afrique, par lesquelles circulent esclaves, ivoire, sel, cuivre et fer. Les marchands se rendent à Bunkeya ou transitent par elle en provenance de l'Angola, de l'Ouganda et de Zanzibar. Les arabo-swahilis de la côte orientale fournissent M'Siri en armes à feu et munitions, ce qui lui permet de maintenir ses positions.

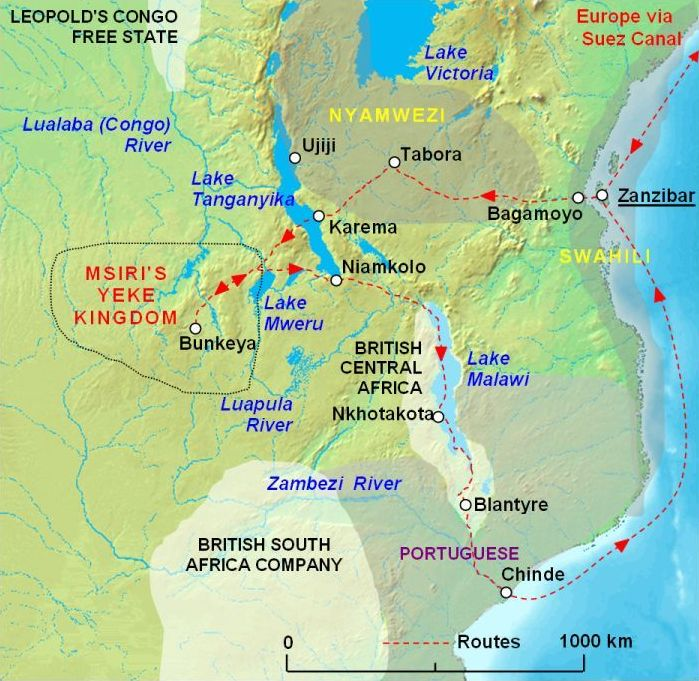
Carte de situation du royaume Yeke et de Bunkeya à la fin du XIXe siècle.

## Contacts avec les Européens
Le savant allemand Paul Reichard est le premier Européen à atteindre Bunkeya, le 20 janvier 1884. Il est suivi par Capello et Ivens, deux explorateurs portugais, qui cherchent une route permettant de relier l'Angola au Mozambique. En février 1886, le missionnaire écossais Frederick Stanley Arnot arrive à Bunkeya, seul, sans nourriture ni marchandises. M'Siri l'accueille et le laisse s'installer, mais il lui déconseille fermement de chercher à enseigner sa religion. Par la suite, d'autres missionnaires rejoignent Arnot.
En 1887, William Henry Faulknor, un jeune Canadien d'Hamilton, en Ontario, membre du mouvement évangélique des Assemblées de Frères, arrive à son tour à Bunkeya. Un autre membre, Dan Crawford, arrive en 1890 ; il sera le témoin de l'assassinat de M'Siri.
M'Siri utilise Faulknor et les autres missionnaires comme « garçons de courses » et symboles de son influence, tandis que Faulknor convertit et enseigne à un petit groupe d'esclaves émancipés par rachat.
Le territoire est cédé à la Belgique par la conférence de Berlin de 1884-1885, mais Cecil Rhodes manifeste son intérêt pour les ressources minières du Katanga et cherche à s'en emparer. En 1890, il envoie Alfred Sharpe à Bunkeya pour signer un traité avec M'Siri. Ce dernier, furieux des conditions proposées, chasse l'émissaire.
Le roi des Belges, Léopold II, envoie quant à lui trois expéditions à Bunkeya. La première, dirigée par Paul Le Marinel, venant de Lusambo, traverse la Lwalaba en mars 1891 pour rencontrer M'Siri. Le Marinel reste sept semaines à Bunkaya mais ne peut convaincre M'Siri de se ranger sous l'autorité belge de l'État indépendant du Congo. Il revient à Lusambo le 18 août 1891. Une autre expédition, menée par Alexandre Delcommune, rallie Bunkeya l'année suivante, mais ne rencontre pas plus de succès.

## Conquête
La troisième expédition pour le compte des Belges, l'expédition Stairs, est décisive. Menée par William Grant Stairs, adjoint de Henry Morton Stanley lors de l'expédition de 1887 en secours à Emin Pacha, elle atteint le Katanga à la fin de l'année 1891. Omer Bodson, un membre de l'expédition, tue M'Siri et le royaume Yeke tombe sous la coupe belge de l'État indépendant du Congo.
Les caravanes évitent Bunkeya, la ville et sa région souffrent d'une dépression économique, entraînant famine et maladies, et la ville se dépeuple massivement. Un fils de M'Siri, Mukanda Bantu, est maintenu en place comme son successeurs, sur un territoire et avec une autorité considérablement réduits,. Durant les années qui suivent, Bunkeya et sa région, l'actuel Katanga, sont massivement exploités pour leurs ressources minières, jusqu'à nos jours.

## Situation à l'époque moderne
La situation s'améliore à nouveau, notamment lorsque des canalisations amènent l'eau potable dans la ville, à l'époque de Musamfya Ntanga (1940–1956). À partir de 1976, la population croît fortement, grâce à l'agriculture et aux cultures de maïs, de manioc, de patates douces, d'arachides et de diverses légumineuses. L'approvisionnement en eau est cependant insuffisant, entraînant des problèmes de santé, mais la petite ville dispose cependant d'un hôpital ainsi que d'une clinique dévolue au traitement de la tuberculose.

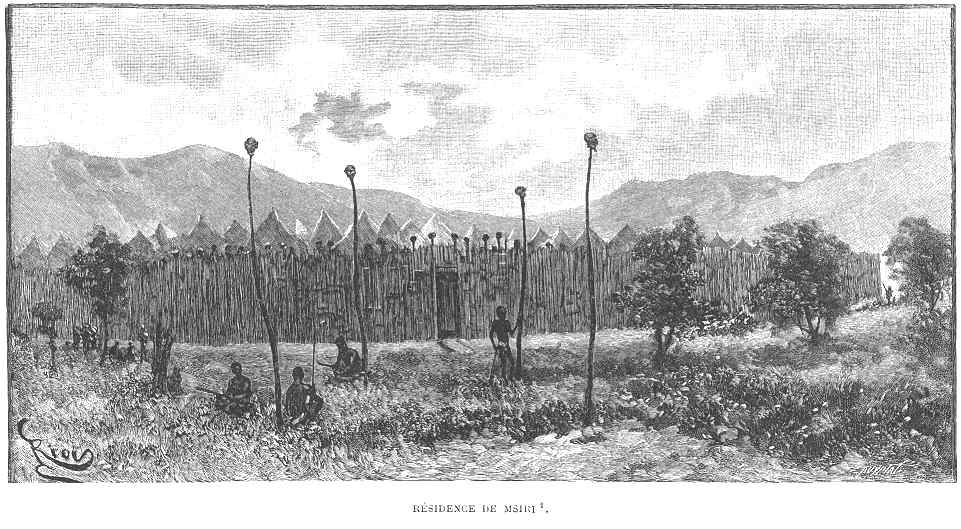
Boma (enceinte fortifiée) de M'Siri à Bunkeya. On voit les crânes d'ennemis vaincus fichés sur les perches et le sommet des palissades. Gravure de 1892.
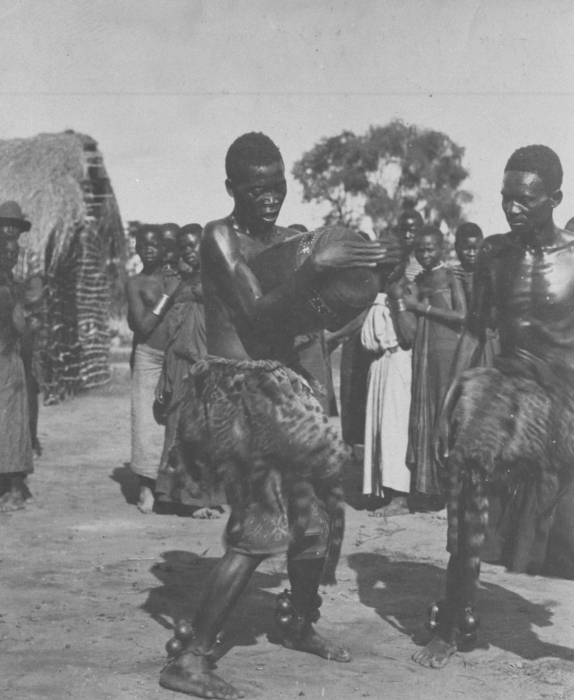
Habitants de Bunkeya dansant, vers 1912-1914.